# Вандерстаппен, Жак
Жак Бернар Исидор Вандерстаппен (фр. Jacques Bernard Isidore Vanderstappen; 1 сентября 1930, Иксель — 2016) — бельгийский хоккеист на траве, полевой игрок. Участник летних Олимпийских игр 1952, 1956, 1960 и 1964 годов.

## Биография
Жак Вандерстаппен родился 1 сентября 1930 года в бельгийской коммуне Иксель.
Играл в хоккей на траве за «Виктори» из Эдегема и брюссельский «Веллингтон».
В 1952 году вошёл в состав сборной Бельгии по хоккею на траве на летних Олимпийских играх в Хельсинки, поделившей 9-12-е места. Играл в поле, провёл 3 матча, мячей не забивал.
В 1956 году вошёл в состав сборной Бельгии по хоккею на траве на летних Олимпийских играх в Мельбурне, занявшей 7-е место. Играл в поле, провёл 3 матча, мячей не забивал.
В 1959 году в составе сборной Бельгии был награждён национальной премией за спортивные заслуги.
В 1960 году вошёл в состав сборной Бельгии по хоккею на траве на летних Олимпийских играх в Риме, занявшей 11-е место. Играл в поле, провёл 5 матчей, мячей не забивал.
В 1964 году вошёл в состав сборной Бельгии по хоккею на траве на летних Олимпийских играх в Токио, поделившей 11-12-е места. Играл в поле, провёл 7 матчей, мячей не забивал.
Умер в 2016 году.